# 白黒奇譚
『白黒奇譚』（モノクロきたん）は、楠りんかによる日本の漫画作品。『月刊Gファンタジー』（スクウェア・エニックス）にて2009年3月号から2010年10月号まで連載された。

## あらすじ
突然の父の死。自殺か、他殺かは不明。死因も不明。失意に暮れる高校生紅花りり子の元に、父の部下であった刑事がもたらした封筒。それは死の直前に父がりり子宛てに投函し、中には一枚のカードが入っていた。警察の捜査は、結論がつかないまま。父が何かを探っていたらしい「神ノ代」。家族はもはや誰もいない。りり子は神ノ代の学校へと転校する。

## 登場人物

### 主要人物
紅花 りり子（べにばな - ）
主人公。小豆色のツインテールに茶色の目の少女。神ノ代高校二年生。身長は156cm。O型。誕生日は7月13日。
刑事であった父親が謎の死を遂げ、死の直前に投函した一枚のカードを手掛かりに、親戚に引き取られることを拒み、父親の死の原因を知る為に神ノ代へと引っ越す。物心つく前から父親と二人きりだった過去を持つ。好奇心旺盛で食い意地の張ってる大食いで、行動的だが、鳳にその行動力を注意される。言いたいことをハッキリと言う気丈さを持つ。持っているマリスは「白黒世界（トイボックス）」。
友達である眞弥を操った緋澄櫑也に会う為に、鳳のマリスに襲われた場合は助けるという条件の元、共に明御門学園に向かい、桃丘八蔵のマリスによって鳳と別々に飛ばされてしまう。緋澄と会い、「白黒世界」のこと・「道化師（ピエロ）」の話を聞くも信じず、その場を去っていく中で時計塔に辿りつき、影縫によって助けられる。状況の理解が出来ずに恐怖のあまり泣いてしまうが、影縫からマリスや操る者たちの存在を聞き、「全てのマリスを破壊する」という目的に協力を持ち込まれる。「白黒世界」が父親の死の真相と関係し、「白黒世界」を破壊することに賛同すると同時に向き合うことを決め、鳳・影縫と共に協力関係になり行動することを決める。マリスを用いて戦うことが出来る鳳と影縫のように、戦うことが出来ない自分には協力することしか出来ないと知り、不甲斐なさを感じてしまう。
鳳 白羽（おおとり しろう）
白髪に赤い目の外見にメガネをかけている少年。りり子と同じ高校・クラス。身長は170cm。A型。誕生日は12月24日。
周囲の人間を寄せ付けない雰囲気の持ち主で、クラスの中でも孤立しており、一線を引いている。そのせいで、自分以外はゴミ同然ようにしか思っていないなど、あまり良い印象は持たれていない。必要なことしか喋らず、神経質な上にかなりの潔癖症。協力関係にある、りり子や影縫とは必要以上に関わりを持とうとしない。面倒事を嫌う他、名前で呼ばれることを嫌う。華族院議員が出ている家柄で、貿易商をしている父親である蘭治（らんじ）とは関係があまり良くないらしく、離れて暮らしており、むしろ父親を嫌っている。持っているマリスは「聖槍（アイオーン）」という、白く大きい槍で、品番がない。
眞弥がマリスに操られ、りり子に襲われているところを助けるが、マリスに関わるのを嫌い、りり子が持っているマリスを破壊する為に近付いたのが本当の理由。その後、父親を嫌う自分とは反対のりり子が「父親の為にどう動くのか」が気になり、共に明御門学園へと向かう中で桃丘八蔵のマリスによって、りり子と別々に飛ばされてしまう。禍雲一琉と戦闘に入り、止めを刺されそうになったところを影縫によって助けられ、マリスや操る者たちの存在を聞き、「全てのマリスを破壊する」という目的に協力を持ち込まれる。「何事もなくただ平穏に静かに、全てを片付けてしまいたい」という理由と、利害は一致しているということから影縫の目的に賛同することを決める。
16歳の時に、りり子の父親を会ったことがあり、そのときにマリス「聖槍」を渡される。
影縫 黒吉（かげぬい くろきち）
黒髪にダークブラックの目の少年。右目に眼帯をしており、黒のマフラーにコートと厚着の格好をしている。りり子、鳳と同じクラス。身長は174.9cm。B型。誕生日は10月6日。
牛乳が好きで、よく飲んでいる。朝が苦手らしく、昼間に登校することもある。授業中は寝ていることが多く、周囲からは「なにを考えているのか分からない」「変人」という印象を持たれている。「白黒世界」を持つりり子と、マリスを持つ鳳になにかと近付くが、その目的は「全てのマリスを破壊すること」と「古い誓いを果たす為」。その誓いを果たす為なら、なんであろうと踏み潰すというほど、その誓いを「何よりも価値ある」と語っている。マリスや墓守たちの存在に詳しく、全ての過去や真意は見せていないので謎の部分も多い。右目だけは何故なのか不明だがマリスだけ見える。鳳と同じく品番無しの影らしきものを操るマリス「呪屍眼（コープスアイ）」を持ち、詳しい能力は不明。
りり子と鳳を助ける為に現れ、禍雲に一撃を与える。二人にマリスのこと・操る者たちの存在を教え、自分の目的も話す中で二人に協力を持ち込む。

### 明御門学園
緋澄 儡也（ひすみ らいや）
ダークレッドの短髪にクリムゾンの目を持つ少年。明御門学園二年生。身長は164cm。誕生日は宝瓶宮。
よく「歩くマネキンのようで気持ち悪い」などと言われている。りり子のことを「白百合（リリー）」と呼ぶ。口調や接し方が非常に落ち着いているが、自分に好意を寄せていた眞弥の気持ちを分かっていながら利用するなど、桃丘曰く「ヒドイ男」。りり子の持つ「白黒世界」を父親である道化師（ピエロ）から取り戻すように言われているが、道化師が誰であるかは知らないらしい。
持っているマリスは「Ⅸ（ノーヴェ）・絡操師（パペッター）」。自分のマリスを他人に譲渡し、その相手を操ることが出来る。譲渡された相手は、マリスを作り上げることが出来、儡也への感情などによって強さが変わる（眞弥の場合は、儡也の為に一途だったので兵卒にしてはなかなか力を持っていた）。だが、その感情などが空回りして、操り手である儡也の制御を振り切って暴走することがある。
桃丘 八蔵（ももおか はちぞう）
スモークピンクの髪で両目が隠れているので、目の色は不明。明御門学園二年生。身長は181cm。誕生日は獅子宮。
暗くて地味な生徒が多い明御門学園の中では、違う雰囲気を持つ少年。両耳にピアスをたくさんつけており、両手指にも指輪をつけている派手な外見をしている。大阪弁で喋り、少々ノリが軽く気さくで人当たりが良い。
持っているマリスは「Ⅷ（オット）・嘘吐キノ真（トリック・ザ・トリック）」。
禍雲 一琉（まがくも いつる）
黒とブルーベリー色の髪で、左髪だけ細長い三つ編みになっているウルトラマリンの目の少年。明御門学園一年生。身長は166cm。誕生日は天蠍宮。
常に首からウォークマンとヘッドフォンを下げている。急に涙を流したり、怒ったり笑いだしたりするなど、感情が不安定。また、自虐的な独り言を言うことが多く、不敵な笑いを常に浮かべている。桃丘がりり子を儡也に会わせる為に、鳳だけを一琉のところへと飛ばし、鳳を「死神」だと思い、戦闘になる。戦闘になると、口調が荒くなる。鳳にとどめを刺そうとするところを、黒吉のマリスによって殺される。
持っているマリスは「Ⅰ（ウノ）・舞踏剣（ソードダンサー）」。ウォークマンに入っている音楽によって、二本の剣が作られる。音楽が違うごとに攻撃なども変わる。

### 神ノ代高校
園町 眞弥（そのまち まや）
クリームブラウンの髪に、茶色の目の少女。りり子と同じクラス。身長は160cm。O型。誕生日は白羊宮。
りり子、紫とは親友。派手めの格好をしている。好意を寄せていた儡也とは中学の同級生で、マリスを譲渡されるも儡也への気持ちが強かったあまり、暴走してしまった。
御葉 紫（みば むらさき）
黒の髪に、ダークブラウンの目の少女。りり子と同じクラス。身長は157cm。AB型。誕生日は双魚宮。
りり子、眞弥とは親友。眞弥とは反対に地味めの格好をしている。黒吉のことが気になっている。